# Мартин, Мик
Майкл Пол Ма́ртин (англ. Michael Paul Martin; родился 9 июля 1951, Дублин), более известный как Мик Ма́ртин (англ. Mick Martin) — ирландский футболист, полузащитник. Наиболее известен по выступлениям за английские клубы «Манчестер Юнайтед», «Вест Бромвич Альбион» и «Ньюкасл Юнайтед», а также за национальную сборную Ирландии.

## Клубная карьера
Уроженец Дублина, Мартин начал карьеру в молодёжной академии местного клуба «Хоум Фарм». Профессиональную карьеру начал в другом дублинском клубе «Богемиан».
В январе 1973 года перешёл в английский клуб «Манчестер Юнайтед» за 20 000 фунтов, став одним из первых приобретений нового главного тренера Томми Дохерти. Дебютировал за «Юнайтед» 24 января 1973 года в матче против «Эвертона» на стадионе «Олд Траффорд»; та игра завершилась безголевой ничьей. В День святого Патрика 17 марта 1973 года забил свой первый мяч за «красных дьяволов» в матче против «Ньюкасл Юнайтед». Гол Мартина принёс «Манчестер Юнайтед» победу со счётом 2:1. В сезоне 1972/73 «Юнайтед» занял в чемпионате 18-е место, избежав вылета, а Мик Мартин провёл за команду 16 матчей и забил 2 мяча. В следующем сезоне Мартин провёл за команду 18 матчей (16 из них в чемпионате), а «Юнайтед» выбыл во Второй дивизион. В сезоне 1974/75 команда выиграла Второй дивизион, вернувшись в Первый дивизион, однако к тому моменту Мартин редко попадал в основной состав, сыграв только 8 матчей в лиге. Свою последнюю игру за «Манчестер Юнайтед» Мик провёл 31 марта 1975 года, выйдя на замену Джерри Дэли в игре против «Олдем Атлетик».
3 октября 1975 года Джонни Джайлз пригласил Мартина в «Вест Бромвич Альбион». С октября до декабрь Мартин выступал за «дроздов» на правах аренды. В декабре 1975 года «Альбион» завершил его полноценный трансфер за 35 000 фунтов. Мик выступал за «Вест Бромвич» до 1978 года. Сыграл за клуб 89 матчей и забил 11 мячей в рамках лиги.
В 1978 году перешёл в «Ньюкасл Юнайтед» за 100 000 фунтов. Провёл за «сорок» 163 матча и забил 6 мячей. Был капитаном «Ньюкасла».
В дальнейшем играл за клубы «Ванкувер Уайткэпс», «Виллингтон», «Кардифф Сити», «Питерборо Юнайтед», «Ротерем Юнайтед» и «Престон Норт Энд».

## Карьера в сборной
За национальную сборную Ирландии Мартин дебютировал 10 октября 1971 года в матче против Австрии. 18 июня 1972 года забил свой первый гол за сборную в матче против Эквадора. Выступал за сборную до 1983 года. Последний матч за сборную провёл 27 апреля 1983 года против Испании.

## После завершения карьеры игрока
После завершения карьеры футболиста занимал различные тренерские должности в «Ньюкасле» и «Селтике». Также работал спортивным комментатором на радио.

## Семья
Его отец, Кон Мартин, выступал за обе футбольные сборные Ирландии (под контролем FAI и под контролем IFA), а также за английские клубы «Лидс Юнайтед» и «Астон Вилла». Брат Мика, Кон Мартин-младший, играл за «Богемиан». Племянник Мика, Оуэн Гарван, играл за «Ипсвич Таун» и «Кристал Пэлас».